# 사야니 굽타
사야니 굽타(Sayani Gupta, 1985년 10월 9일 ~ )는 인도의 배우이다.
콜카타에서 태어났다.

## 영화
- 셰임 (2018년) - 나타샤 역
- 더 헝그리 (2017년)
- 더 링 (2017년)
- 졸리 LLB 2 (2017년)
- 자가 자주스 (2017년)
- 바르 바르 데코 (2016년)
- 거머리 (2016년) - 라이사 역
- 샤룩칸의 팬 (2016년) - 수나이나 역
- 메마른 삶을 안고 튀어라 (2015년)
- 내 생애 첫 번째 마가리타 (2014년)
- 테이스터 데쉬 (2012년)